# Familia (film 2024)
Familia è un film del 2024 diretto da Francesco Costabile. 
Tratto dall'autobiografia Non sarà sempre così di Luigi Celeste, che nel 2008 uccise il padre e fu condannato a nove anni di reclusione per omicidio, il film è stato presentato nella sezione Orizzonti alla 81ª Mostra internazionale d'arte cinematografica di Venezia.

## Trama
Dopo dieci anni di assenza, Franco Celeste torna nella vita della moglie Licia e dei figli Alessandro e Luigi. I ricordi della violenza usata nei confronti della moglie sono impressi nella mente dei due ragazzi. La paura, il turbamento e l'istinto di protezione da parte di Licia sono motivo di frustrazione per Franco Celeste, che vuole rientrare a far parte del nucleo familiare, rivendicando il diritto di paternità.

## Produzione
Il film è stato girato a Roma tra il marzo e l'aprile 2024, nei quartieri di Quartaccio, Tufello e La Rustica.

## Promozione
Una prima clip del film è stata diffusa il 23 luglio 2024, mentre il primo trailer è stato pubblicato il 20 agosto seguente.

## Distribuzione
Il film è stato presentato in anteprima all'81ª Mostra internazionale d'arte cinematografica di Venezia il 1º settembre 2024, nella sezione Orizzonti. La distribuzione nelle sale, ad opera di Medusa Film, è avvenuta il 2 ottobre 2024. 

## Accoglienza

### Incassi
Il film ha incassato 477,000 € con 78,000 presenze.

### Critica
Il film ha ricevuto recensioni generalmente favorevoli da parte della critica cinematografica.
Federico Rizzo, nella sua recensione al film su Sentieri Selvaggi, scrive che Familia è «un oscuro mélo che lambisce il thriller psicologico con al centro una storia di soprusi familiari e le loro conseguenze, dall'infanzia all'età adulta».

## Riconoscimenti
- 2025 – David di Donatello
  - Miglior attore non protagonista a Francesco Di Leva
  - Candidatura alla migliore sceneggiature adattata ad Adriano Chiarelli, Francesco Costabile e Vittorio Moroni
  - Candidatura alla migliore attrice protagonista a Barbara Ronchi
  - Candidatura al miglior attore protagonista a Francesco Gheghi
  - Candidatura alla migliore attrice non protagonista a Tecla Insolia
  - Candidatura al miglior casting ad Anna Pennella
  - Candidatura alla migliore canzone originale
  - Candidatura ai David Giovani

- 2024 – Festival di Venezia[13]
  - Premio Orizzonti per la miglior interpretazione maschile a Francesco Gheghi
  - Premio Nuovo Imaie Talent Award per la miglior attrice esordiente Tecla Insolia
  - Menzione speciale al Premio FEDIC
  - Segnalazione Cinema For Unicef

- 2024[14] - Ciak d'oro
  - Candidatura migliore film drammatico
  - Candidatura migliore attore protagonista a Francesco Di Leva